# 최상주
최상주(1962년 8월 7일~)는 해태 타이거즈의 전 야구 선수다.

## 출신 학교
- 광주제일고등학교
- 인하대학교

## 같이 보기
- 1987년 해태 타이거즈 시즌